# Magnitud aparent

Classificació d'Hiparc dels estels segons la seva brillantor. Si s'agafa com a 1 la brillantor de la 1a magnitud, la de la 2a s'obté dividint per 2,512 i dona 0,631, de la 1a a la 3a s'ha de dividir per 2,512^{2}, etc.

La magnitud aparent d'un astre és una mesura de la seva lluminositat aparent vista per un observador a la Terra, això és, la quantitat de llum rebuda de l'objecte.

## Història

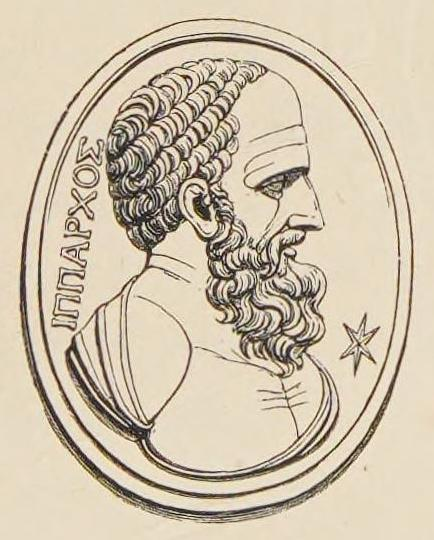
Gravat d'Hiparc del, basat en un camafeu d'ametista suposadament original.

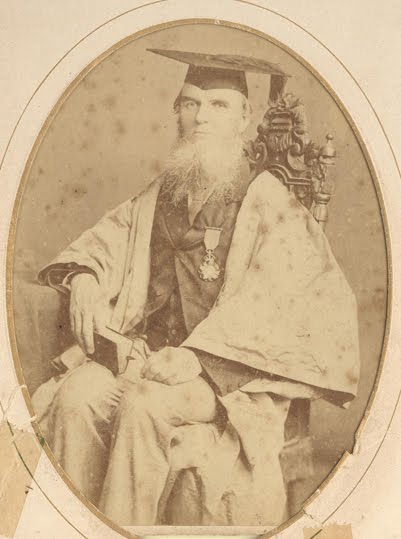
Norman Robert Pogson.

Els primers astrònoms empraren la vista per detectar la llum dels estels i “mesuraren” la brillantor de molts d'ells comparant les seves diferents percepcions. Al segle ii aC, Hiparc de Nicea (ca. 190 aC - ca. 120 aC) classificà els estels en sis classes atenent la seva brillantor. Però l'ull humà reacciona de manera logarítmica a la brillantor seguint la llei de Weber-Fechner i, per tant, les “mesures” d'Hiparc es corresponen, a l'hora de quantificar-les, no amb les brillantors, sinó amb els logaritmes de les brillantors. D'altra banda, Hiparc feia servir nombres ordinals en lloc de cardinals. Així, una estrella de la primera magnitud (nom que utilitzà per denotar cada classe de brillantor) és més brillant que una de segona, etc.
En quantificar les mesures dels primers astrònoms, l'astrònom britànic Norman Pogson (1829-1891) establí el 1856 tres normes per obtenir les magnituds aparents de les estrelles i mantenir de forma tan aproximada com fos possible els valors assignats per Hiparc:
1. La magnitud aparent depèn linealment del logaritme decimal de la brillantor {\displaystyle l}.
2. L'escala és negativa, o sigui, com més gran sigui la magnitud, menor serà la brillantor.
3. Una diferència de cinc unitats en magnitud aparent correspon a una relació entre brillantors de 100. És a dir per a dues estrelles de brillantors {\displaystyle l_{1}}i {\displaystyle l_{2}} i magnituds aparents {\displaystyle m_{2}} i {\displaystyle m_{1}} s'ha de complir:[2]

{\displaystyle {\frac {l_{2}}{l_{1}}}=100^{\frac {m_{2}-m_{1}}{5}}=2,\!512^{m_{2}-m_{1}}}
Amb aquestes regles es pot establir la següent fórmula, coneguda com a fórmula de Pogson, per a la magnitud aparent {\displaystyle m} on {\displaystyle 2,5=1/\log(2,512)}:
{\displaystyle m=-2,\!5\log {\frac {l}{l_{0}}}}

Brillantor respecte a magnitud aparent:

on el logaritme és decimal i {\displaystyle l_{0}} representa un patró de brillantor de referència que estableix l'origen de l'escala i s'elegeix de manera que les mesures coincideixen el més aproximadament amb els valors donats per Hiparc.
La magnitud aparent, per tant, és una mesura logarítmica en què els nombres menors corresponen a una brillantor major. Cent vegades menys brillantor (o el mateix objecte deu vegades més lluny) correspon a una magnitud aparent cinc vegades major; 2,512 vegades menys brillantor (o el mateix objecte 1,58 vegades més lluny) correspon a reduir la magnitud una unitat. Com que la quantitat de llum rebuda depèn del gruix de l'atmosfera en la visual, la magnitud aparent està normalitzada segons el valor que tindria a fora de l'atmosfera.
Inicialment, Pogson agafà com a referència per a la seva escala la magnitud aparent de l'estel del Nord, donant-li un valor {\displaystyle m=2}. Quan es descobrí que aquesta estrella és variable es canvià per l'estrella α de la Lira o Vega ({\displaystyle l_{0}=l_{Vega}}), situada a 7,67 pc de la Terra, a la que s'assignà la magnitud aparent {\displaystyle m=0}. Actualment, l'escala de magnituds està definida per un nombre d'estrelles mesurades amb precisió pels astrònoms estatunidencs Harold Lester Johnson (1921-1980) i William Wilson Morgan (1906-1994) el 1953. Per a tots els propòsits pràctics, hom pot dir que l'escala de magnituds es defineix assignant {\displaystyle m=0} a Vega.

## Definicions
L'energia que emet un cos per unitat de temps s'anomena lluminositat, les seves unitats són J s–1 o W, ja que es tracta d'una potència. Se simbolitza per {\displaystyle L}. El flux radiant {\displaystyle F} correspon a l'energia emesa per unitat de temps i d'àrea (unitats J s–1 m–2 o W m–2), de manera que la relació entre flux radiant i lluminositat és, considerant una superfície esfèrica de radi {\displaystyle R} que envolta la font d'energia radiant:
{\displaystyle L=4\pi R^{2}F}
i si l'estrella irradia com un cos negre:
{\displaystyle L=4\pi R^{2}\sigma T^{4}}
on {\displaystyle \sigma } és la constant de Stefan-Boltzmann que val 5,67 × 10–8 W m–2 K–4 i {\displaystyle T} la temperatura absoluta.
S'anomena lluminositat aparent o brillantor al flux rebut a la Terra, l'energia rebuda per unitat de temps i d'àrea perpendicular a la direcció dels raigs, per tant, una intensitat. Si la Terra es troba a una distància {\displaystyle d} de la font d'emissió, la relació amb la lluminositat és:
{\displaystyle l={\frac {L}{4\pi d^{2}}}}
| {\displaystyle m} | Objectes celestes                                                |
| ----------------- | ---------------------------------------------------------------- |
| −26,8             | Sol                                                              |
| −12,6             | Lluna plena                                                      |
| −4,4              | Brillantor màxima de Venus                                       |
| −2,8              | Brillantor màxima de Mart                                        |
| −1,5              | Estel més brillant: Sírius                                       |
| −0,7              | Segon estel més brillant: Canopus                                |
| 0                 | El punt zero per definició: Vega                                 |
| +3,0              | Estels més febles visibles d'una ciutat estant                   |
| +6,0              | Estel més feble observable a ull nu                              |
| +12,6             | Quàsar més brillant                                              |
| +30               | Objectes més febles observables amb el telescopi espacial Hubble |

## Relació amb la magnitud absoluta
La magnitud aparent no és igual a la magnitud real, ja que un objecte molt brillant pot parèixer molt feble si és molt llunyà, perquè la brillantor disminueix amb la distància per tractar-se d'una intensitat. Per poder comparar astres situats a diferents distàncies de la Terra es definí la magnitud absoluta {\displaystyle M} com la magnitud aparent que tindria un astre si fos situat a una distància de deu parsecs (32,6 anys llum) de la Terra. La lluminositat {\displaystyle L} d'un estel (potència, energia irradiada per unitat de temps) és un valor absolut independent de la distància, per tant, la magnitud absoluta és definida per:
{\displaystyle M=-2,\!5\log {\frac {L}{L_{0}}}}on {\displaystyle L_{0}} és una lluminositat de referència que fixa el valor zero de l'escala de magnituds absolutes. Ara hom pot relacionar la magnitud absoluta {\displaystyle M} amb la magnitud aparent {\displaystyle m} emprant la relació entre lluminositat {\displaystyle L} i brillantor {\displaystyle l} a una distància {\displaystyle d} de la font d'emissió, que és {\textstyle L=4\pi d^{2}l}:
{\displaystyle M=-2,\!5\log {\frac {L}{L_{0}}}=-2,\!5\log {\frac {4\pi d^{2}l}{L_{0}}}=-2,\!5\log(4\pi )-2,\!5\log d^{2}-2,\!5\log l+2,\!5\log L_{0}}
Hom pot introduir el terme {\textstyle 2,\!5\log l_{0}-2,\!5\log l_{0}} per poder expressar-ho en funció de la magnitud aparent:
{\displaystyle M=-2,\!5\log(4\pi )-2,\!5\log d^{2}-2,\!5\log l+2,\!5\log L_{0}+(2,\!5\log l_{0}-2,\!5\log l_{0})}
Reagrupant utilitzant les propietats dels logaritmes:{\displaystyle M=m-5\log d-2,\!5\log {\frac {4\pi l_{0}}{L_{0}}}}
Si s'estableix que la magnitud aparent {\displaystyle m} ha de coincidir amb la magnitud absoluta {\displaystyle M} a 10 parsecs (32,6 anys llum) el darrer terme, de constants, ha de valer 5 (ja que {\textstyle 5\log 10=5}). Així l'expressió queda, on {\displaystyle d} s'ha de posar en parsecs:
{\displaystyle m-M=5\log d-5}
El valor {\displaystyle m-M} és anomenat mòdul de distància, pel fet que a partir d'ell es pot calcular la distància a un estel en parsecs aïllant-la de l'anterior equació.
{\displaystyle d=10^{\frac {m-M+5}{5}}}

## Mesura
Per obtenir informació sobre la distribució en freqüències (o en longituds d'ona) de la llum emesa per una estrella s'utilitzen filtres que permeten prendre mesures de brillantor d'una estrella a diferents bandes espectrals. Un conjunt de filtres, unit a una sèrie d'estrelles seleccionades per calibrar les mesures preses des de diferents observatoris, constitueixen un sistema fotomètric. Un dels sistemes més utilitzats és el de Johnson, que consta de tres filtres {\displaystyle U}, {\displaystyle B} i {\displaystyle V} (sistema fotomètric UBV), que deixen passar la llum ultraviolada, blava i de la banda visual (part central de l'espectre visible), respectivament. Les magnituds aparents mesurades amb filtres es denoten com a {\displaystyle m_{F}}, on {\displaystyle F} representa el filtre en qüestió. D'aquesta manera, per als filtres del sistema Johnson es tenen les magnituds aparents següents: {\displaystyle m_{U}}, {\displaystyle m_{B}} i {\displaystyle m_{V}}, encara que habitualment se solen utilitzar les lletres {\displaystyle U}, {\displaystyle B} i {\displaystyle V} per representar-les. Aquestes magnituds aparents poden relacionar-se amb les magnituds absolutes corresponents {\displaystyle M_{U}}, {\displaystyle M_{B}} i {\displaystyle M_{V}} a través del mòdul de distància. Per tant, les expressions són:
{\displaystyle U-M_{U}=5\log d-5}{\displaystyle B-M_{B}=5\log d-5}{\displaystyle V-M_{V}=5\log d-5}
A partir de les mesures {\displaystyle U}, {\displaystyle B} i {\displaystyle V} es poden definir quantitats que no depenen de la distància a l'estrella. A aquest efecte es calcula la diferència entre dues de les mesures realitzades amb filtres diferents, per exemple {\displaystyle B} i {\displaystyle V}, que a través de l'expressió per al mòdul de distància equival a:
{\displaystyle B-V=M_{B}-M_{V}}
i, com que {\displaystyle M_{B}} i {\displaystyle M_{V}} són propietats intrínseques de l'estrella, tenim que també ho és {\displaystyle B-V} i, per tant, no depèn de la distància a l'observador. La quantitat obtinguda restant magnituds aparents en bandes diferents de l'espectre s'anomena índex de color i representa, com s'ha vist, una propietat intrínseca de l'estrella. En realitat, aquest fet seria vàlid només si la llum no patís absorció en propagar-se per l'espai, però, com a part de la llum estel·lar és absorbida pel medi interestel·lar, els índexs de color que es mesuren a la realitat depenen de la distància, ja que la llum de freqüències més grans experimenta més absorció que la de freqüències més baixes. Aquest fenomen rep el nom d'envermelliment interestel·lar. Aquestes quantitats s'anomenen índexs de color perquè ofereixen una idea del color de l'estrella, atès que estan relacionades amb el quocient de lluminositats a diferents bandes espectrals i, evidentment, això depèn del color de l'estrella.
En el cas ideal que fos possible mesurar la magnitud integrada en totes les longituds d'ona, obtindríem la denominada magnitud bolomètrica (aparent, {\displaystyle m_{bol}}, o absoluta, {\displaystyle M_{bol}}), la mesura del qual resulta difícil perquè, encara que no es facin servir filtres, l'òptica del telescopi, la sensibilitat de l'aparell de mesura, etc. actuen com una mena de filtres. Per això calen mètodes de calibratge destinats a obtenir la magnitud bolomètrica, així com les magnituds als sistemes fotomètrics. Es defineix també la correcció bolomètrica com la diferència entre la magnitud bolomètrica {\displaystyle M_{bol}} i la magnitud visual {\displaystyle M_{v}} i , això és {\textstyle M_{bol}-M_{v}}, i està relacionada amb la fracció d'energia que emet l'estrella al visible.

## Llista dels 20 estels més brillants segons la seva magnitud aparent
| Posició | Magnitud aparent {\displaystyle m_{v}} | Nom propi                 | Designació de Bayer | Distància (a.l.) | Classe espectral    |
| ------- | -------------------------------------- | ------------------------- | ------------------- | ---------------- | ------------------- |
| 1       | −26,74                                 | Sol                       |                     | 0,000 015 813    | G2 V                |
| 2       | −1,46                                  | Sírius                    | α CMa               | 8,6              | A0mA1 Va, DA2       |
| 3       | −0,74                                  | Canopus                   | α Car               | 310              | A9 II               |
| 4       | −0,27 (0,01 + 1,33)                    | Rigil Kentaurus i Toliman | α Cen               | 4,4              | G2 V, K1 V          |
| 5       | −0,05                                  | Arcturus                  | α Boo               | 37               | K0 III              |
| 6       | 0,03 (−0,02–0,07var)                   | Vega                      | α Lyr               | 25               | A0 Va               |
| 7       | 0,08 (0,03–0,16var)                    | Capella                   | α Aur               | 42               | K0 III, G1 III      |
| 8       | 0,13 (0,05–0,18var)                    | Rigel                     | β Ori               | 860              | B8 Ia               |
| 9       | 0,34                                   | Proció                    | α CMi               | 11               | F5 IV-V             |
| 10      | 0,46 (0,40–0,46var)                    | Achernar                  | α Eri               | 140              | B6 Vep              |
| 11      | 0,50 (0,2–1,2var)                      | Betelgeuse                | α Ori               | 640              | M1-M2 Ia-ab         |
| 12      | 0,61                                   | Hadar                     | β Cen               | 350              | B1 III              |
| 13      | 0,76                                   | Altair                    | α Aql               | 17               | A7 V                |
| 14      | 0,76 (1,33 + 1,73)                     | Acrux                     | α Cru               | 320              | B0,5 IV, B1 V       |
| 15      | 0,86 (0,75–0,95var)                    | Aldebaran                 | α Tau               | 65               | K5 III              |
| 16      | 0,96 (0,6–1,6var)                      | Antares                   | α Sco               | 600              | M1,5 Iab-Ib, B2,5 V |
| 17      | 0,97 (0,97–1,04var)                    | Spica                     | α Vir               | 260              | B1 III-IV, B2 V     |
| 18      | 1,14                                   | Pòl·lux                   | β Gem               | 34               | K0 III              |
| 19      | 1,16                                   | Fomalhaut                 | α PsA               | 25               | A3 V                |
| 20      | 1,25 (1,21–1,29var)                    | Deneb                     | α Cyg               | 2 600            | A2 Ia               |